# Swiss Journal of Psychology
O Swiss Journal of Psychology (anteriormente Schweizerische Zeitschrift für Psychologie; “Revista suíça de psicologia”) é uma revista científica revisada por pares e o órgão oficial da Sociedade suíça de psicologia. Foi estabelecido em Berna em 1942; seu primeiro editor foi Jean Piaget. Está aberta para todos os campos da psicologia científica e publica artigos em inglês, alemão e francês. Em 2012, a revista teve um fator de impacto de 0.638.